# Szkło piankowe

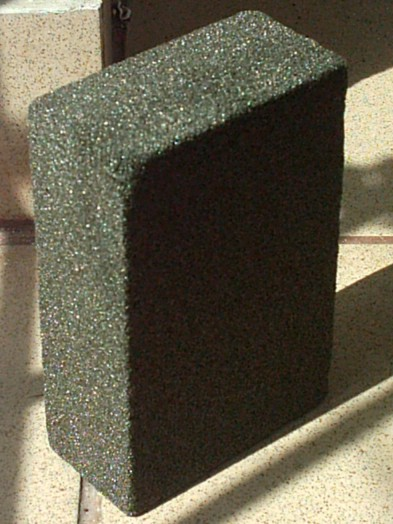
Szkło piankowe czarne

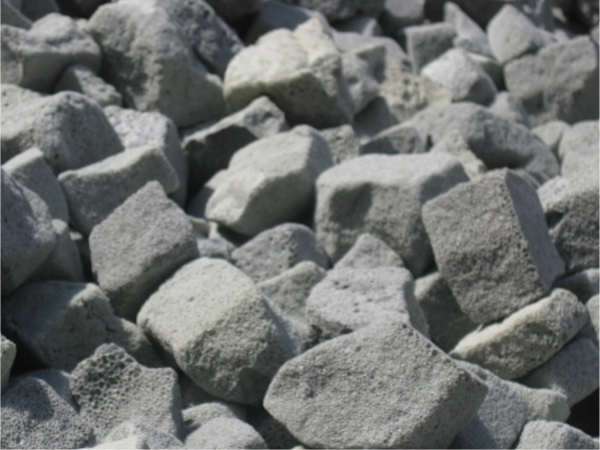
Granulat szkła spienionego. Bryłki są rozmiaru dużych monet.

Szkło piankowe (zwane również szkłem spienionym) – materiał pochodzenia mineralnego stosowany w budownictwie do izolacji termicznych i akustycznych. Otrzymywany z roztopionego szkła przez dodanie domieszek pianotwórczych. Jest nieprzeźroczyste, odporne na korozję biologiczną i chemiczną, niepalne. W obecności płomieni nie wydziela gazów toksycznych. Produkowane w dwóch odmianach:
- czarne - struktura o zamkniętych porach, gęstość ok. 140 kg/m3
- białe - struktura o porach otwartych, gęstość ok. 300 kg/m3

Szkło czarne posiada lepsze parametry izolacyjne i mniejszą nasiąkliwość niż białe, które z kolei cechuje większa wytrzymałość na obciążenia mechaniczne. 
Zastosowanie szkła piankowego: izolacja fundamentów, ścian, stropów i stropodachów, czasem jako samodzielną ścianę działową lub jako przegrodę ogniową.
Występuje w postaci płyt lub granulatu.